# Banville
Banville – miejscowość i gmina we Francji, w regionie Normandia, w departamencie Calvados.
Według danych na rok 1990 gminę zamieszkiwały 514 osoby, a gęstość zaludnienia wynosiła 110 osób/km² (wśród 1815 gmin Dolnej Normandii Banville plasuje się na 431. miejscu pod względem liczby ludności, natomiast pod względem powierzchni na miejscu 911.).